# Wu Hanxiong
Wu Hanxiong (吴汉雄S, Wú HànxióngP; Shantou, 21 gennaio 1988) è uno schermidore cinese, specializzato nel fioretto. Ha vinto una medaglia d'argento nella scherma ai Giochi olimpici.